# Margherita Magnani
Margherita Magnani (* 26. Februar 1987 in Cesena) ist eine ehemalige italienische Leichtathletin, die sich auf den Mittelstreckenlauf fokussiert hat.

## Sportliche Laufbahn
Erste internationale Erfahrungen sammelte Margherita Magnani im Jahr 2007, als sie bei den U23-Europameisterschaften in Debrecen mit 4:32,20 min im 1500-Meter-Lauf gelangte. 2009 kam sie bei den U23-Europameisterschaften in Kaunas im Vorlauf über 800 Meter nicht ins Ziel wurde über 1500 Meter in 4:26,62 min 12. 2011 belegte sie bei den Militärweltspielen in Rio de Janeiro in 4:19,93 min den fünften Platz und 2013 schied sie bei den Halleneuropameisterschaften in Göteborg mit 4:15,85 min im Vorlauf aus. Im Juni belegte sie bei den Mittelmeerspielen in Mersin in 4:06,34 min den vierten Platz und gewann anschließend bei der Sommer-Universiade in Kasan in 4:09,72 min die Bronzemedaille hinter der Russin Jelena Korobkina und Luiza Gega aus Albanien. Daraufhin schied sie bei den Weltmeisterschaften in Moskau mit 4:11,15 min in der ersten Runde aus. Im Jahr darauf gelangte sie bei den Hallenweltmeisterschaften in Sopot in 9:10,13 min den achten Platz im 3000-Meter-Lauf und im August schied sie bei den Europameisterschaften in Zürich mit 4:17,19 min im Vorlauf über 1500 Meter aus. 2015 schied sie bei den Weltmeisterschaften in Peking mit 4:09,06 min in der ersten Runde aus, ehe sie bei den Militärweltspielen in Mungyeong in 4:11,51 min die Silbermedaille hinter der Kenianerin Selah Busienei gewann. Im Jahr darauf gelangte sie bei den Europameisterschaften in Amsterdam mit 4:36,51 min auf den elften Platz, ehe sie bei den Olympischen Sommerspielen in Rio de Janeiro mit 4:09,74 min in der ersten Runde ausschied. Bei den Crosslauf-Weltmeisterschaften 2017 in Kampala belegte sie mit der italienischen Mixed-Staffel in 25:14 min den neunten Platz und im August schied sie bei den Weltmeisterschaften in London mit 4:09,15 min in der ersten Runde über 1500 Meter aus. 2019 belegte sie bei den Halleneuropameisterschaften in Glasgow mit 9:05,32 min den zehnten Platz über 3000 Meter und beendete daraufhin ihre aktive sportliche Karriere im Alter von 32 Jahren.
In den Jahren 2015 und 2016 wurde Magnani italienische Meisterin im 1500-Meter-Lauf im Freien sowie 2013, 2014 und 2018 in der Halle. Zudem wurde sie 2018 und 2019 Hallenmeisterin im 3000-Meter-Lauf.

## Persönliche Bestzeiten
- 800 Meter: 2:02,84 min, 3. September 2013 in Rovereto
- 1500 Meter: 4:06,05 min, 19. Juli 2014 in Heusden-Zolder
  - 1500 Meter (Halle): 4:09,27 min, 1. Februar 2014 in Karlsruhe
- Meile: 4:27,51 min, 6. Juli 2017 in Lausanne
  - 3000 Meter (Halle): 8:51,81 min, 15. Februar 2014 in New York City